# Raportor
Raportorul, din franceză rapporteur, este un instrument de papetărie gradat utilizat pentru măsurarea unghiurilor. Unitățile de măsură folosită sunt gradul sexagesimal sau gradul centezimal.

## Tipuri și scurt istoric
Raportoarele au în general aceleași caracteristici: sunt în formă de cerc sau de semicerc, au gradații circulare pe margine și sunt de obicei transparente, fiind făcute de cele mai multe ori din plastic. Raportorul simplu există încă din antichitate.  Primul raportor complex a fost inventat în 1801 de către un căpitan de navă american, Joseph Huddart, pentru a orienta nava pe coordonatele necesare.

## Imagini

Un raportor circular de 360 grade
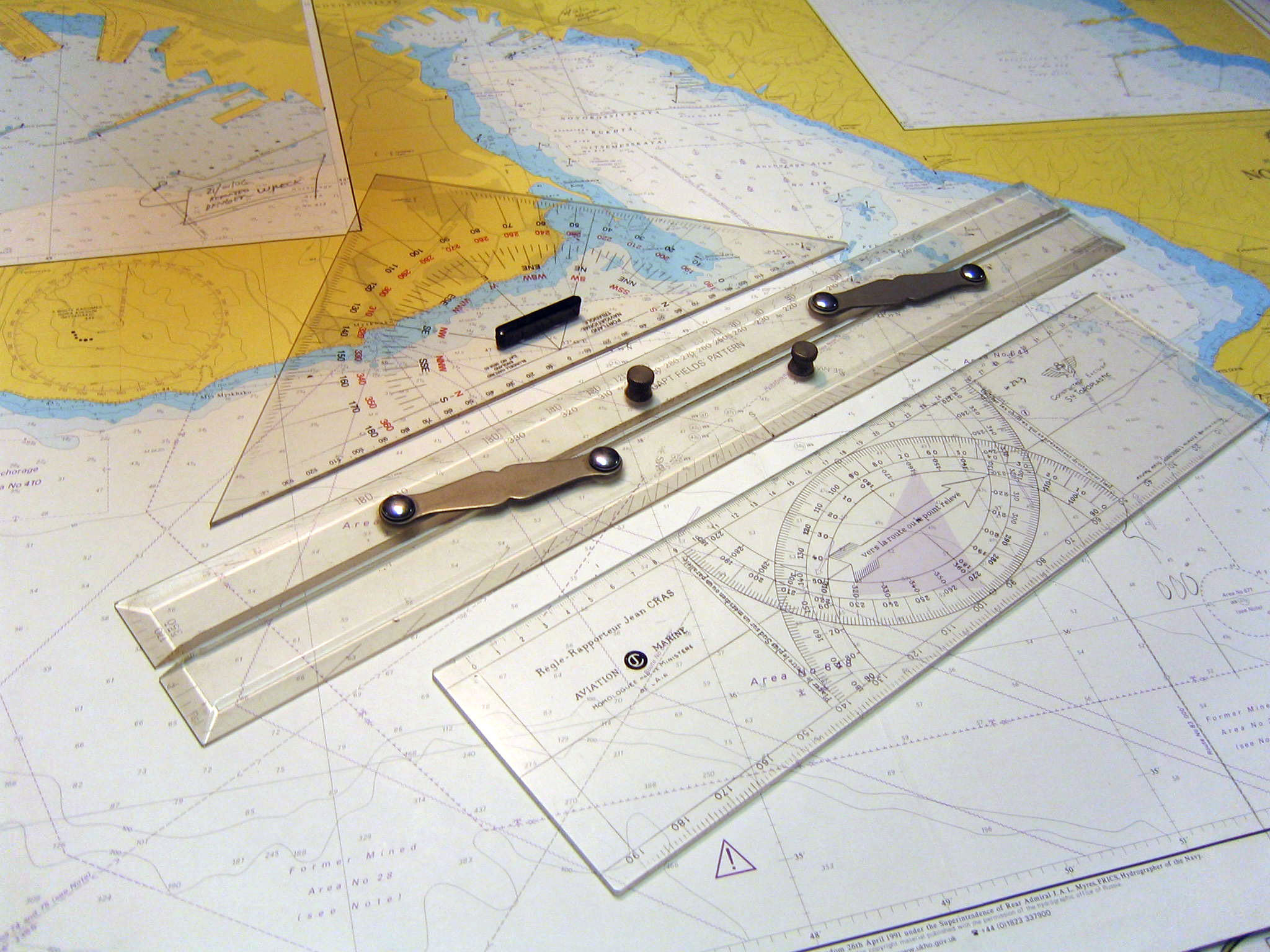
Instrumente folosite în navigaţie, printre care şi raportorul
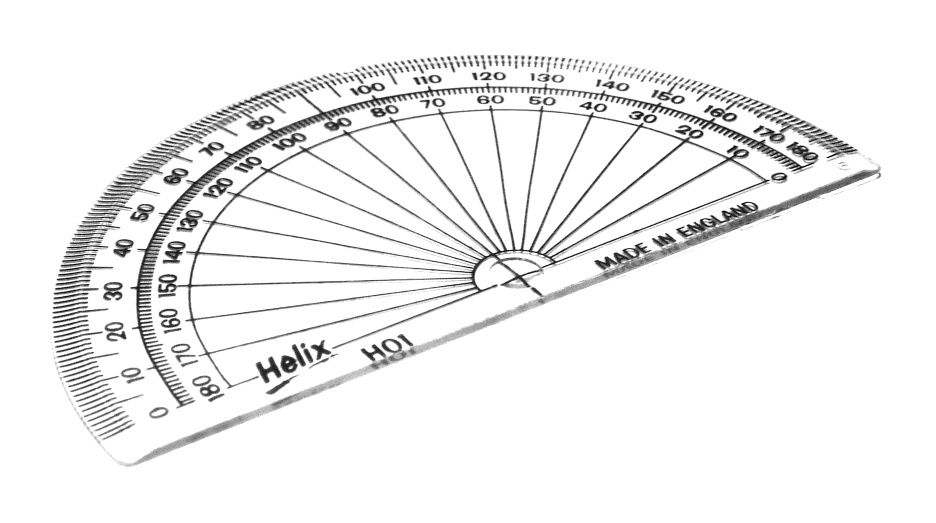
Raportor de 180 grade